# Anatragus
Anatragus is een kevergeslacht uit de familie van de boktorren (Cerambycidae). De wetenschappelijke naam van het geslacht werd voor het eerst geldig gepubliceerd in 1897 door Kolbe.

## Soorten
Anatragus omvat de volgende soorten:
- Anatragus ornatus Kolbe, 1898
- Anatragus pulchellus (Westwood, 1844)